# دونالد دان
دونالد دان (بالإنجليزية: Donald "Duck" Dunn)‏ (و. 1941 – 2012 م) هو موسيقي، ومنتج أسطوانات، وكاتب غنائي، وممثل، من الولايات المتحدة الأمريكية، ولد في ممفيس، تينيسي، توفي في طوكيو، عن عمر يناهز 71 عاماً.

## وصلات خارجية
- دونالد دان على موقع IMDb (الإنجليزية)
- دونالد دان على موقع ميوزك برينز (الإنجليزية)
- دونالد دان على موقع أول موفي (الإنجليزية)
- دونالد دان على موقع قاعدة بيانات الأفلام السويدية (السويدية)
- دونالد دان على موقع قاعدة بيانات الأفلام السويدية (السويدية)
- دونالد دان على موقع إن إن دي بي (الإنجليزية)
- دونالد دان على موقع أول ميوزيك (الإنجليزية)
- دونالد دان على موقع ديسكوغز (الإنجليزية)
- دونالد دان على موقع قاعدة بيانات الفيلم (الإنجليزية)